# Saut à la perche masculin aux championnats du monde d'athlétisme 2019
Pour un article plus général, voir championnats du monde d'athlétisme 2019.
Navigation
Londres 2017 Eugene 2022
L'épreuve du saut à la perche masculin des championnats du monde d'athlétisme de 2019 se déroule les 28 septembre et 1er octobre de la même année, dans le Khalifa International Stadium de Doha, au Qatar.

## Résultats

### Finale
| Rang               | Athlète              | Nationalité | 5.55 | 5.70 | 5.80 | 5.87 | 5.92 | 5.97 | 6.02 | Marque | Notes |
| ------------------ | -------------------- | ----------- | ---- | ---- | ---- | ---- | ---- | ---- | ---- | ------ | ----- |
| Médaille d'or      | Sam Kendricks        | États-Unis  | o    | o    | o    | xxo  | o    | xxo  | xx-  | 5.97   |       |
| Médaille d'argent  | Armand Duplantis     | Suède       | –    | o    | o    | xo   | xxo  | xxo  | 3x   | 5.97   |       |
| Médaille de bronze | Piotr Lisek          | Pologne     | o    | o    | o    | xo   | x-   | xx   |      | 5.87   |       |
| 4                  | Bo Kanda Lita Baehre | Allemagne   | o    | o    | 3x   |      |      |      |      | 5.70   |       |
| 5                  | Thiago Braz          | Brésil      | xo   | o    | 3x   |      |      |      |      | 5.70   |       |
| 6                  | Raphael Holzdeppe    | Allemagne   | o    | xo   | 3x   |      |      |      |      | 5.70   |       |
| 6                  | Valentin Lavillenie  | France      | o    | xo   | 3x   |      |      |      |      | 5.70   |       |
| 8                  | Claudio Stecchi      | Italie      | o    | xxo  | 3x   |      |      |      |      | 5.70   |       |
| 9                  | Huang Bokai          | Chine       | o    | 3x   |      |      |      |      |      | 5.55   |       |
| 10                 | Augusto Dutra        | Brésil      | xo   | 3x   |      |      |      |      |      | 5.55   |       |
| 10                 | Cole Walsh           | États-Unis  | xo   | 3x   |      |      |      |      |      | 5.55   |       |
| 12                 | Ben Broeders         | Belgique    | xxo  | 3x   |      |      |      |      |      | 5.55   |       |

### Qualifications
Critères de qualification : avoir franchi 5,75 mètres, ou faire partie des 12 premiers.
| Rang | Groupe                 | Nom                     | Nationalité  | 5,30 | 5,45 | 5,60 | 5,70 | 5,75 | Marque | Notes |
| ---- | ---------------------- | ----------------------- | ------------ | ---- | ---- | ---- | ---- | ---- | ------ | ----- |
| 1    | A                      | Sam Kendricks           | États-Unis   | o    | o    | o    | o    | o    | 5.75   | Q     |
| 1    | B                      | Piotr Lisek             | Pologne      | –    | o    | o    | o    | o    | 5.75   | Q     |
| 3    | B                      | Cole Walsh              | États-Unis   | –    | xo   | xo   | xxo  | o    | 5.75   | Q     |
| 4    | A                      | Thiago Braz             | Brésil       | –    | o    | o    | o    | xo   | 5.75   | Q     |
| 5    | A                      | Claudio Stecchi         | Italie       | –    | –    | o    | xo   | xo   | 5.75   | Q     |
| 6    | A                      | Huang Bokai             | Chine        | –    | o    | xxo  | xo   | xo   | 5.75   | Q, PB |
| 7    | B                      | Armand Duplantis        | Suède        | –    | –    | o    | o    | xxo  | 5.75   | Q     |
| 8    | B                      | Raphael Holzdeppe       | Allemagne    | –    | o    | xo   | xxo  | xxo  | 5.75   | Q     |
| 9    | A                      | Valentin Lavillenie     | France       | –    | o    | o    | o    | 3x   | 5.70   | q     |
| 10   | B                      | Augusto Dutra           | Brésil       | –    | o    | xo   | o    | 3x   | 5.70   | q     |
| 11   | A                      | Ben Broeders            | Belgique     | –    | xo   | xo   | o    | 3x   | 5.70   | q     |
| 11   | B                      | Bo Kanda Lita Baehre    | Allemagne    | –    | o    | xxo  | o    | 3x   | 5.70   | q     |
| 13   | B                      | Konstantinos Filippidis | Grèce        | o    | o    | o    | xxo  | 3x   | 5.70   |       |
| 13   | A                      | Paweł Wojciechowski     | Pologne      | –    | o    | o    | xxo  | 3x   | 5.70   |       |
| 15   | A                      | Emmanouil Karalis       | Grèce        | –    | o    | o    | 3x   |      | 5.60   |       |
| 15   | B                      | Renaud Lavillenie       | France       | –    | –    | o    | 3x   |      | 5.60   |       |
| 15   | B                      | KC Lightfoot            | États-Unis   | o    | o    | o    | 3x   |      | 5.60   |       |
| 15   | B                      | Ernest Obiena           | Philippines  | –    | o    | o    | 3x   |      | 5.60   |       |
| 19   | B                      | Robert Sobera           | Pologne      | o    | xxo  | o    | 3x   |      | 5.60   |       |
| 20   | B                      | Seito Yamamoto          | Japon        | o    | xo   | xo   | 3x   |      | 5.60   |       |
| 21   | A                      | Ding Bangchao           | Chine        | xo   | xo   | xxo  | 3x   |      | 5.60   |       |
| 22   | A                      | Zach Bradford           | États-Unis   | xxo  | xo   | xxo  | 3x   |      | 5.60   |       |
| 23   | A                      | Torben Blech            | Allemagne    | o    | o    | xx-  | r    |      | 5.45   |       |
| 23   | B                      | Rutger Koppelaar        | Pays-Bas     | o    | o    | 3x   |      |      | 5.45   |       |
| 25   | A                      | Jin Min-sub             | Corée du Sud | –    | xo   | –    | 3x   |      | 5.45   |       |
| 26   | B                      | Alioune Sène            | France       | xxo  | xo   | 3x   |      |      | 5.45   |       |
| 27   | A                      | Daichi Sawano           | Japon        | –    | xxo  | 3x   |      |      | 5.45   |       |
| 28   | A                      | Masaki Ejima            | Japon        | xo   | xxo  | 3x   |      |      | 5.45   |       |
| 29   | B                      | Sondre Guttormsen       | Norvège      | xo   | 3x   |      |      |      | 5.30   |       |
|      | B                      | Yao Jie                 | Chine        | 3x   |      |      |      |      |        |       |
| B    | Harry Coppell          | Royaume-Uni             |              |      |      |      |      | DNS  |        |       |
| A    | Melker Svärd Jacobsson | Suède                   |              |      |      |      |      | DNS  |        |       |
| A    | Menno Vloon            | Pays-Bas                |              |      |      |      |      | DNS  |        |       |

## Légende
- Hauteur de sauts atteinte (en mètres) :
  - o : dès le 1er essai
  - xo : au 2e essai
  - xxo : au 3e essai
- 3 X : hauteur non atteinte au terme de 3 essais au maximum

Records et Performances
- AR : Record continental (area record)
- CR : Record des championnats (championship record)
- MR : Record du meeting (meet record)
- NR : Record national (national record)
- OR : Record olympique (olympic record)
- PR : Record paralympique (paralympic record)
- PB : Record personnel (personal best)
- SB : Meilleure performance personnelle de la saison (season's best)
- WL : Meilleure performance mondiale de l'année (world leader)
- WJR : Record du monde junior (world junior record)
- WR : Record du monde (world record)

Circonstances et Conditions
- DNF : N'a pas terminé (did not finish)
- DNS : N'a pas pris le départ (did not start)
- DQ : Disqualification (disqualification)
- NM : Aucun essai valable enregistré (No Mark)
- Q : Qualifié « directement » au prochain tour (ou à la prochaine compétition), lors d'une compétition majeure, grâce au classement ou à la réalisation des minima (automatic qualifier)
- q : Qualifié au prochain tour (ou à la prochaine compétition), lors d'une compétition majeure, grâce au repêchage ou à la réalisation de l'une des meilleures performances parmi celles des « non qualifiés directement » (grâce au meilleur temps ou à la meilleure distance par exemple) (secondary qualifier)